# Vrcholtovice
Vrcholtovice (německy Wircholtowitz) jsou malá vesnice, část obce Šebířov v okrese Tábor v Jihočeském kraji. Nachází se asi 6,5 kilometru severozápadně od Šebířova. Vrcholtovice leží v katastrálním území Vyšetice o výměře 6,25 km².

## Historie
První písemná zmínka o vesnici pochází z roku 1352.

## Obyvatelstvo
| Rok            | 1869 | 1880 | 1890 | 1900 | 1910 | 1921 | 1930 | 1950 | 1961 | 1970 | 1980 | 1991 | 2001 | 2011 | 2021 |
| -------------- | ---- | ---- | ---- | ---- | ---- | ---- | ---- | ---- | ---- | ---- | ---- | ---- | ---- | ---- | ---- |
| Počet obyvatel | 107  | 117  | 130  | 122  | 115  | 118  | 96   | 66   | 99   | 58   | 44   | 37   | 17   | 28   | 29   |
| Počet domů     | 16   | 16   | 16   | 17   | 19   | 19   | 21   | 23   | 23   | 18   | 17   | 17   | 17   | 17   | 12   |

## Obecní správa
Při sčítání lidu v letech 1850–1963 Vrcholtovice byly samostatnou obcí, se kterým patřily nejprve do okresu Tábor, ale v roce 1950 v okrese Votice. V letech 1964–1974 byly částí obce Vyšetice v okrese Tábor. Od 1. července 1974 jsou částí obce Šebířov v okrese Tábor. V letech 1850–1960 k obci patřily Javor, Kříženec, Leština, Moraveč, Slapsko, Vitanovice a Zahrádka.

## Pamětihodnosti
- Kostel Nejsvětější Trojice
- Výklenková kaplička

## Galerie

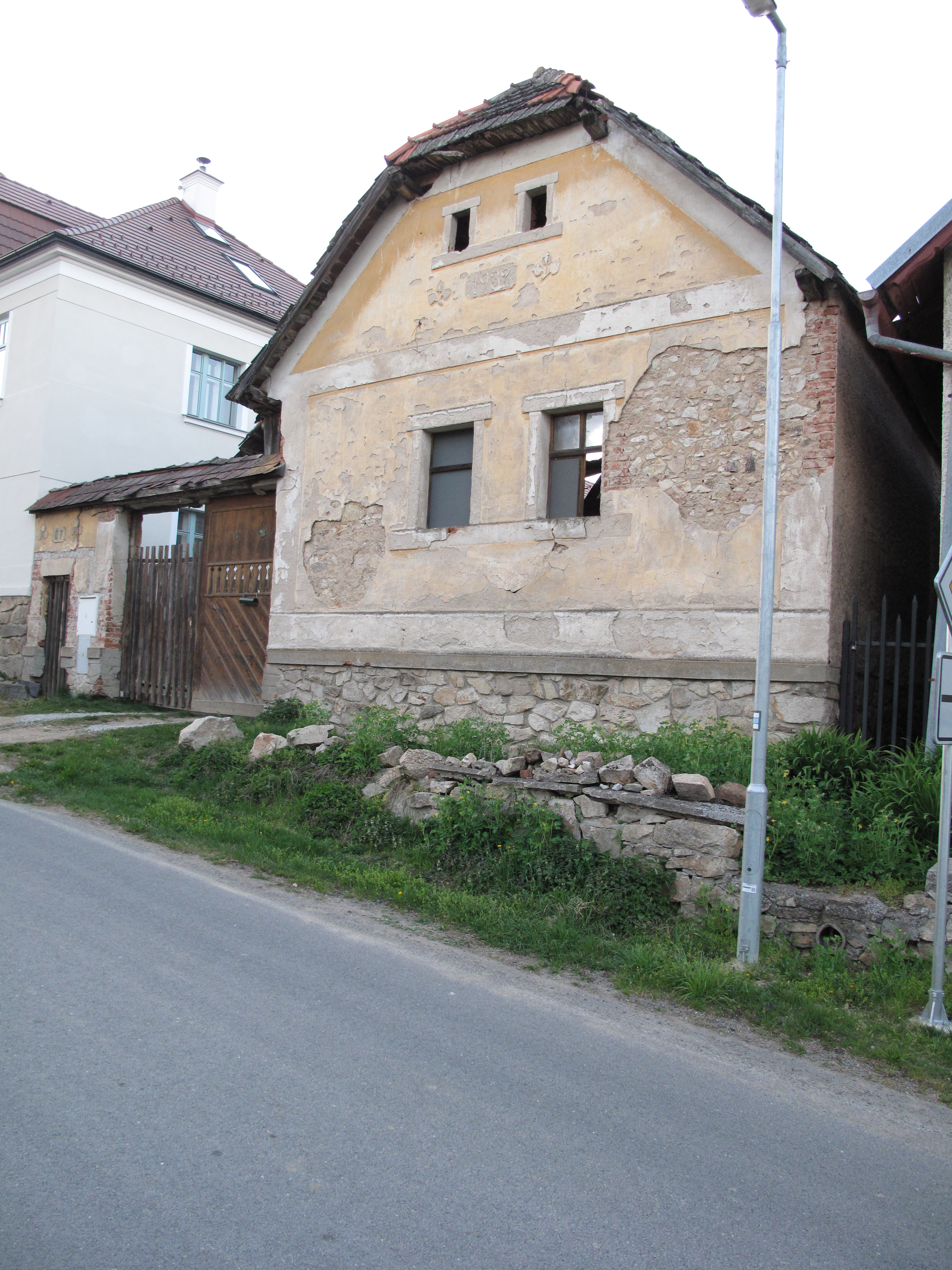
Dům
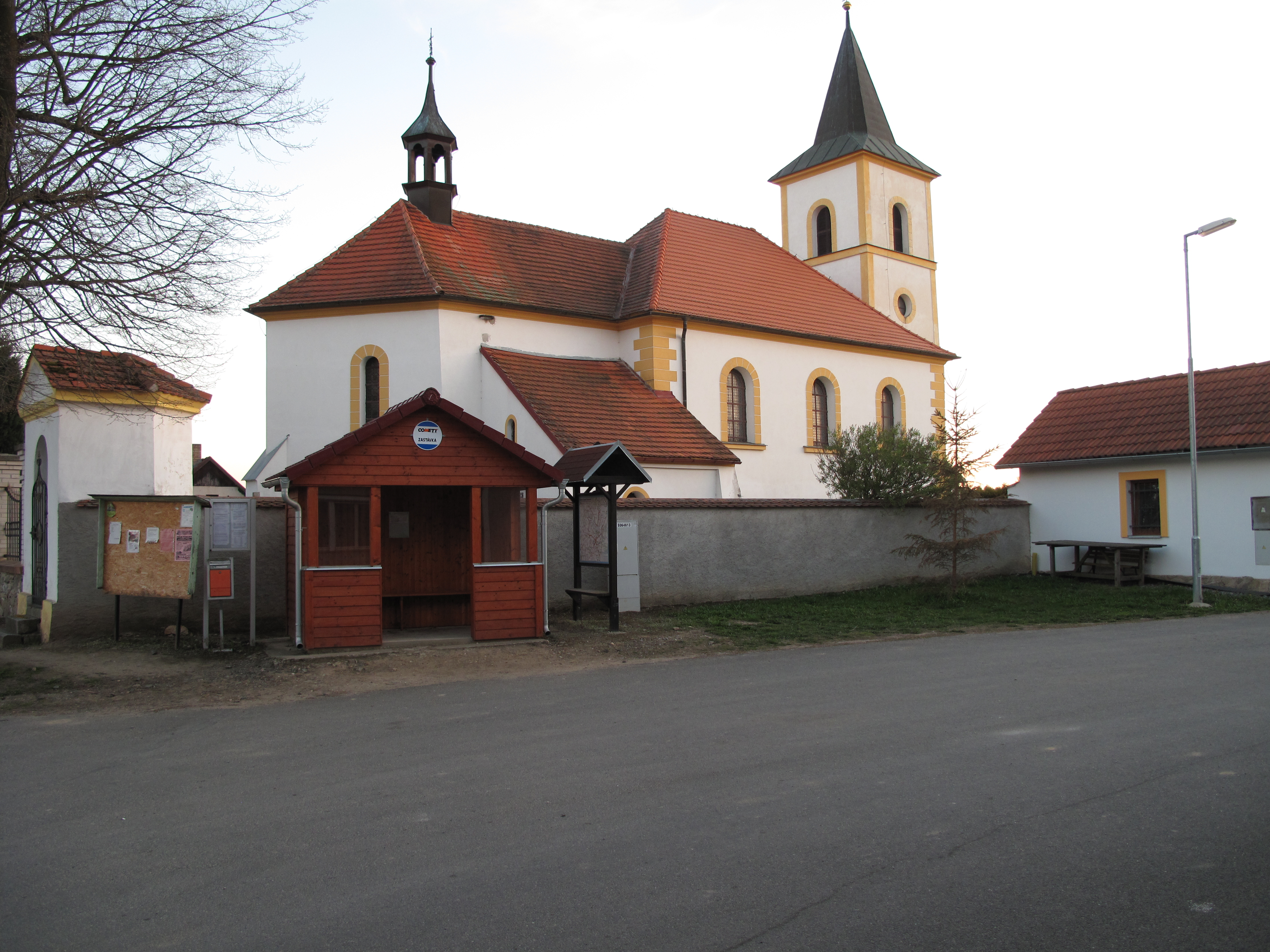
Kostel
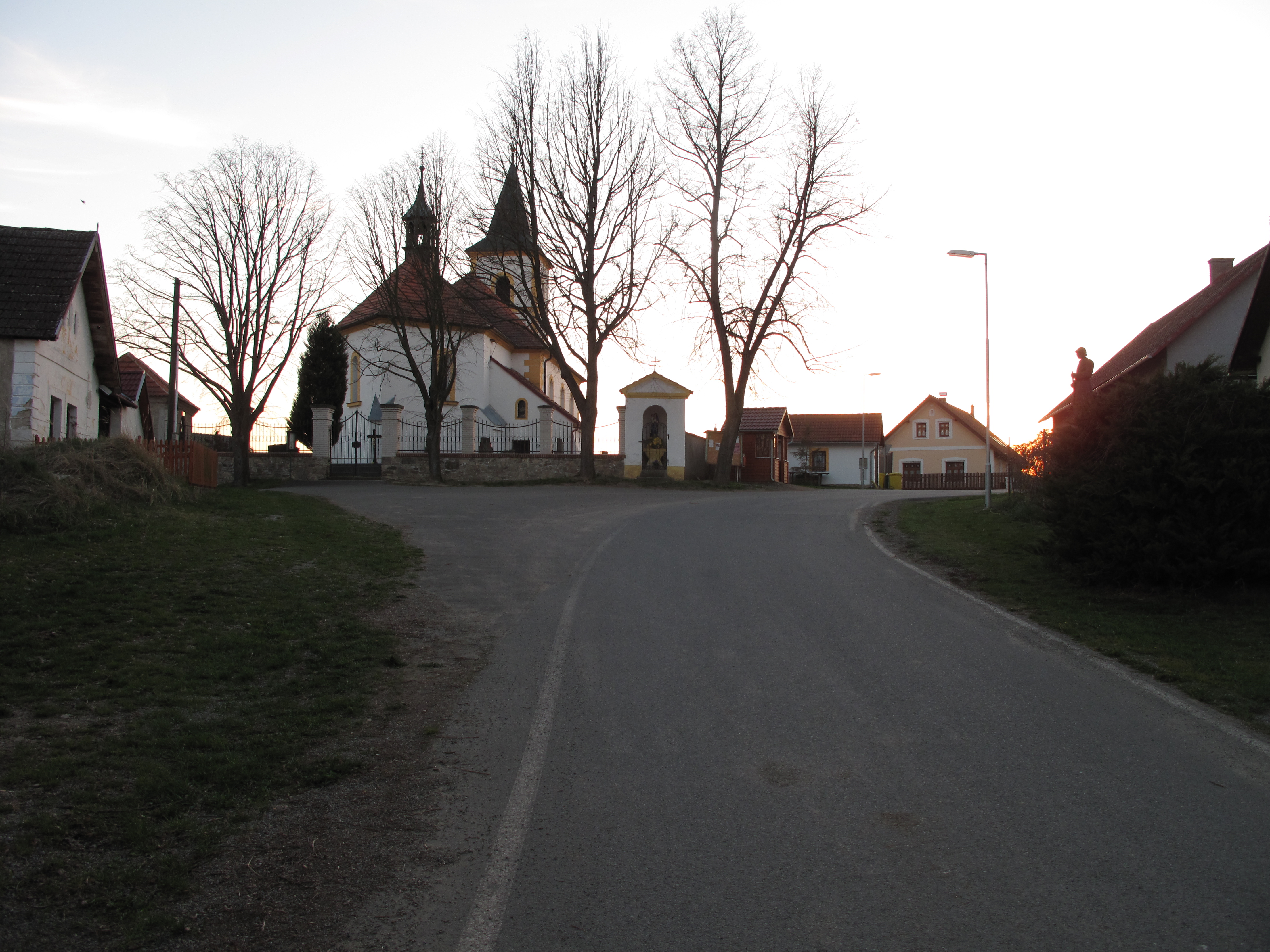
Náves
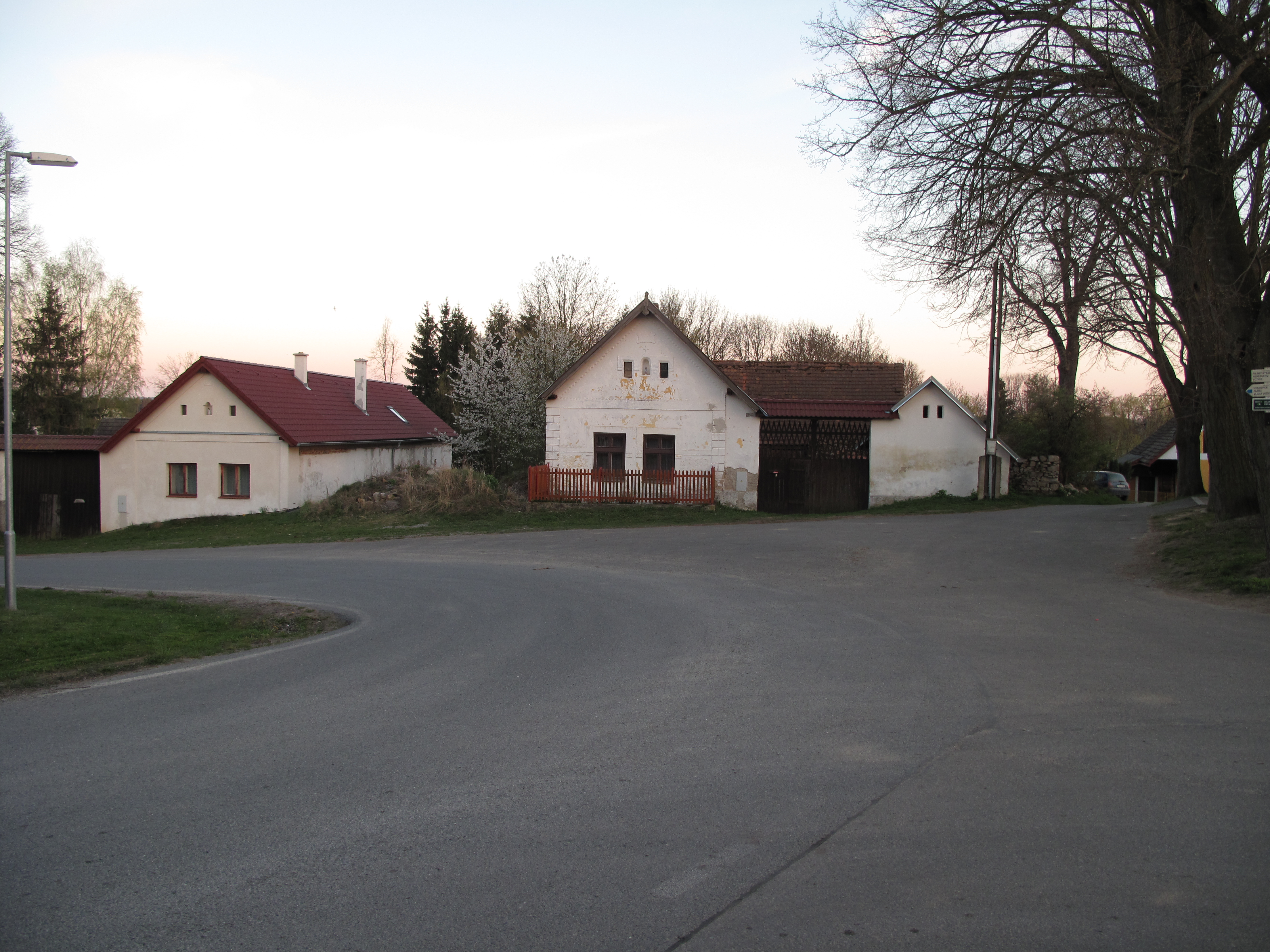
Domy na návsi